# Aegilops tauschii
Aegilops tauschii är en gräsart som beskrevs av Ernest Saint-Charles Cosson. Enligt Catalogue of Life ingår Aegilops tauschii i släktet bockveten och familjen gräs, men enligt Dyntaxa är tillhörigheten istället släktet bockveten och familjen gräs. Arten förekommer tillfälligt i Sverige, men reproducerar sig inte. Utöver nominatformen finns också underarten A. t. strangulata.

## Bildgalleri

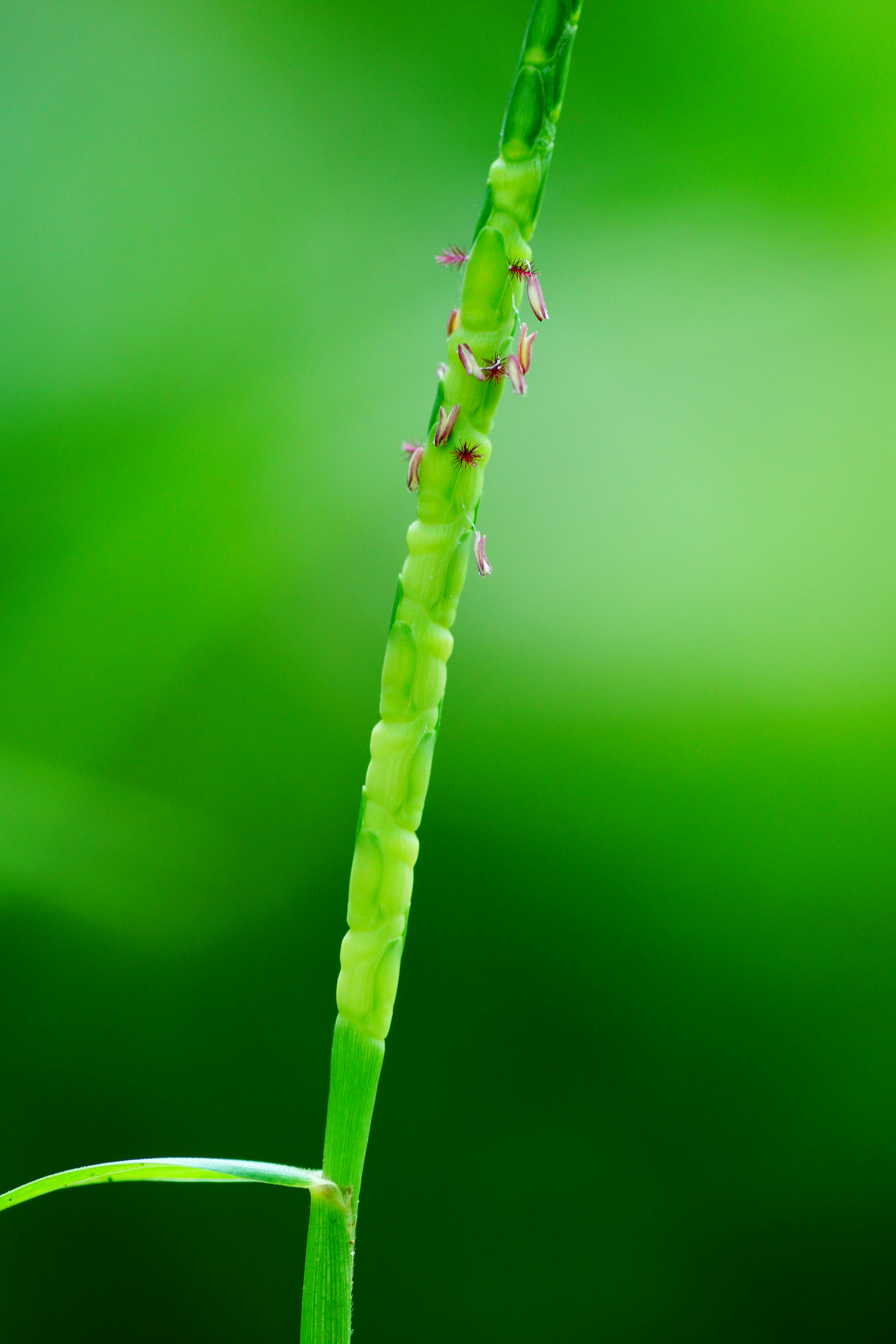
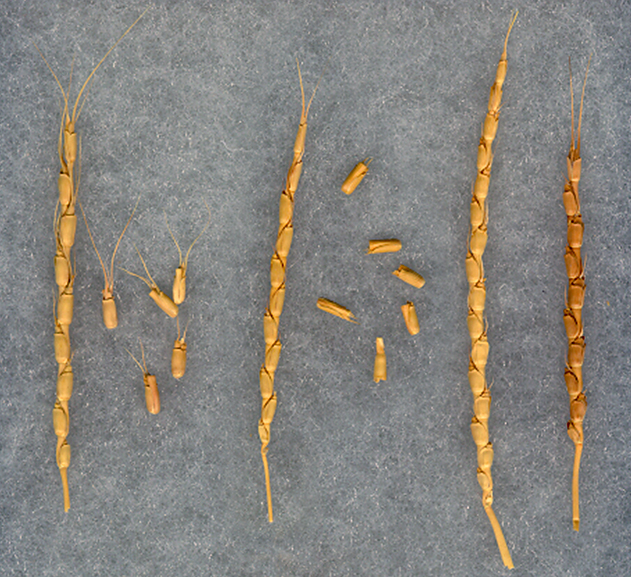